# Bewesten Terhofstedepolder
De Bewesten Terhofstedepolder is een polder ten zuiden van Retranchement, behorende tot de Polders van Cadzand, Zuidzande en Nieuwvliet.
De polder is feitelijk het zuidelijk deel of Zuudpolre van de voormalige Zandpolder, die in 1423 werd ingedijkt, in 1497 overstroomde en in 1498 werd herdijkt. Deze polder is 34 ha groot.
De polder wordt begrensd door de Schenkelweg, de Braamdijk, de Oude Zeedijk en de Zeedijk. In het noorden van de polder ligt de buurtschap Terhofstede.
De polder grenst in het zuidoosten aan de Vierhonderd beoosten Terhofstedepolder.